# Distretto di Dashti Qala
Il distretto di Dashti Qala è un distretto dell'Afghanistan appartenente alla provincia del Takhar.